# رغالة
رَغَّالَة (الاسم العلمي: Maniola)، جنس فراشات من فصيلة الحورائيات.

## قائمة الأنواع
- Maniola telmessia (Zeller, 1847) – رغالة تركية
- Maniola halicarnassus Thomson, 1990
- Maniola nurag Ghiliani, 1852 – رغالة سردينية
- Maniola cypricola (Graves, 1928)
- Maniola chia Thomson, 1987 رغالة تشيا
- Maniola jurtina (Linnaeus, 1758) – رغالة جُرتِينا
- Maniola megala (Oberthür, 1909) رغالة ميغالا